# Shola Lynch
Shola Lynch é uma cineasta estadunidense. Ela é mais conhecida pelos filmes Chisholm '72: Unbought and Unbossed (2004) e Free Angela and All Political Prisioners (2013), os dois com enfoque na história política de mulheres negras. Ela é um membro da Academia de Artes e Ciências Cinematográficas.

## Biografia
Graduou-se no programa de honras da Universidade do Texas, em Austin e pós-graduou-se em Gestão de Recursos Públicos e em História Americana na Universidade da Califórnia - Riverside. Sua tese de mestrado foi uma exposição no Museu de Fotografia UCR chamado How Far We Come?, aonde examinou as diferentes representações midiáticas de negros para destacar estereótipos raciais ao longo da história. Lynch também é mestra em jornalismo pela Universidade Columbia.
Depois de formada, Lynch voltou a Nova Iorque, sua cidade natal, para tentar uma carreira artística. Ela conseguiu um emprego na produtora de Ken Burns, com quem trabalhou em documentários por cinco anos, incluindo sua série Jazz (2000).
Suas habilidades em cinema e conhecimentos em História a ajudaram na pesquisa e produção de outros documentários, como o Do You Believe in Miracles? The Story of the 1980 U.S. Olympic Hockey Team (2001), da HBO Sports, e Matters of Race: EveryOther (2003), que tratava de questões raciais nos Estados Unidos.
Seus interesse por História e questões raciais a levaram a escrever, dirigir e produzir seu primeiro filme independente Chisholm '72: Unbought e Unbossed. Lynch era inspirada por Shirley Chisholm desde a sua infância, quando ouvia sobre a política através do rádio, e fez várias tentativas de entrar em contato com ela para obter permissão para criar um um filme a seu respeito e poder inspirar uma nova geração.
Chisholm '72: Unbought and Unbossed estreou no Festival Sundance de Cinema, sendo o primeiro trabalho de Lynch como diretora. Ela ganhou vários prêmios por esse filme, incluindo o Prêmio Peabody.
O segundo filme que ela dirigiu, Free Angela and All Political Prisoners, um documentário sobre a vida de Angela Davis foi lançado em 2012. O filme recebeu menção honrosa no Festival de Cinema de Tribeca e ganhou o prêmio de melhor documentário no NAACP Image Awards de 2014.
Shola Lynch recebeu o Creative Capital em 2015 para patrocinar a pesquisa e produção do seu próximo filme. Desde 2013, ela trabalha como curadora na Schomburg Center for Research in Black Culture.
Lynch tornou-se membro da Academia de Artes e Ciências Cinematográficas em 2016.

## Filmografia
| Titulo                                                                     | Ofício              | Ano  |
| -------------------------------------------------------------------------- | ------------------- | ---- |
| Frank Lloyd Wright                                                         | Produtor associado  | 1998 |
| Jazz                                                                       | Produtor associado  | 2001 |
| Do You Believe in Miracles? The Story of the 1980 U.S. Olympic Hockey Team | Diretor de Pesquisa | 2001 |
| Matters of Race: EveryOther                                                | Coprodutor          | 2003 |
| Chisholm '72: Unbought and Unbossed                                        | Diretor e produtor  | 2004 |
| Free Angela and All Political Prisoners                                    | Diretor             | 2013 |